# Gagrellula bimaculata
Gagrellula bimaculata is een hooiwagen uit de familie Sclerosomatidae.